# Berneuil, Haute-Vienne
Berneuil este o comună în departamentul Haute-Vienne din centrul Franței. În 2009 avea o populație de 414 de locuitori.

## Evoluția populației
| An        | 1975 | 1982 | 1990 | 1999 | 2006 | 2009 |
| --------- | ---- | ---- | ---- | ---- | ---- | ---- |
| Populație | 484  | 422  | 444  | 430  | 418  | 414  |